# 武藤針五郎

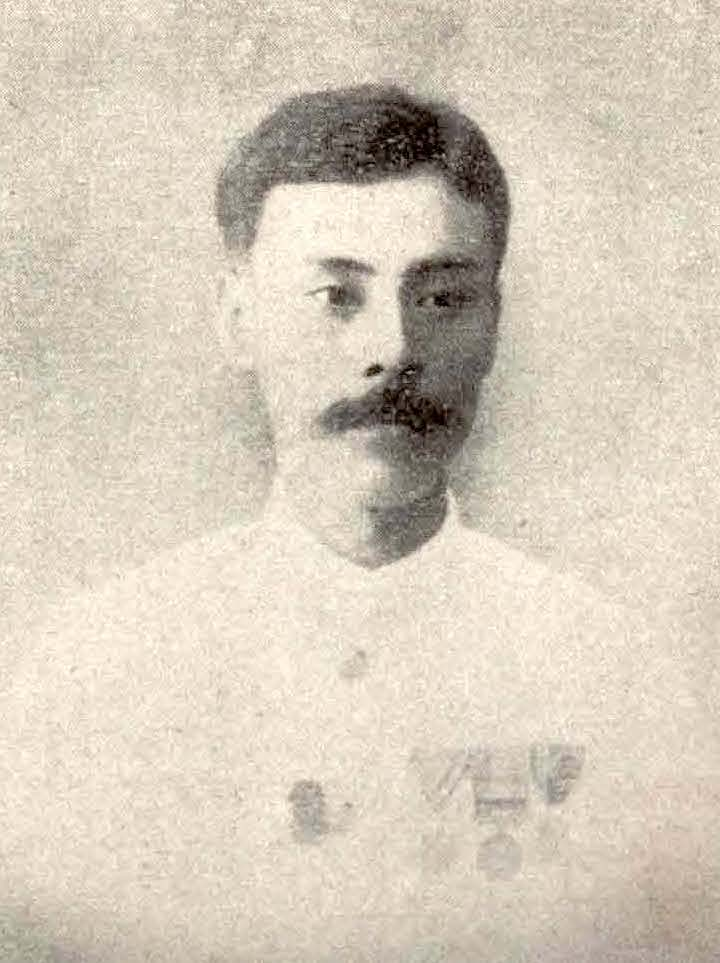
武藤針五郎

武藤 針五郎（むとう しんごろう、明治3年10月1日（1870年10月25日） - 大正15年（1926年）5月5日）は、台湾総督府官僚。桃園庁長、新竹庁長、台北市尹。

## 経歴
愛知県に岡本多丸の五男として生まれ、武藤寿蔵の養子となった。1888年（明治21年）、明治法律学校（現在の明治大学）を卒業。1895年（明治28年）、大本営附として渡台し、以後は地方官を歴任した。
桃園庁長、新竹庁長、台北市尹、台湾総督府土木局長などを務めた。

## 親族
- 岡本要八郎 - 弟。地質学者。